# Chiesetta della Maternità di Maria (Caldogno)
La chiesetta della Maternità di Maria è un piccolo oratorio presente nel comune di Caldogno in provincia di Vicenza. In tempi meno recenti era annessa, tramite le strutture rustiche ospitati le stalle, alla Villa Fogazzaro-Arnaldi.

## Storia
Nessuna notizia ci appartiene riguardo alla sua origine o ai primi usi, rimanendo comunque intimamente legata alla villa vicina. Il Maccà ricorda come, agli inizi dell'Ottocento, fosse senza ufficiatura e appartenente alla famiglia Nanti, divenne poi dei Fogazzaro e in seguito degli Arnaldi.
Nel periodo in cui la villa e la chiesetta erano dei Fogazzaro era presente un sacerdote alle dipendenze della famiglia che la officiava e che la abbandonò, per ragioni di età, con l'arrivo della prima guerra mondiale. Durante il conflitto i soldati requisirono entrambe le strutture: in particolare dissacrarono la chiesetta per farne una prigione e deturparono le pareti con scritte e altro.
Dopo che l'associazione religiosa San Raffaele Arcangelo portò via quasi tutti gli arredi sacri, fino al 1954, la chiesetta rimase sconsacrata e adibita a magazzino. In quell'anno vennero eseguiti i lavori di ripristino da un gruppo di volontari che riportarono ad uso religioso la chiesetta. La statua della Vergine Ausiliatrice, non originaria della chiesetta, venne donata in questo periodo da un gruppo di Salesiani del paese.

## Struttura

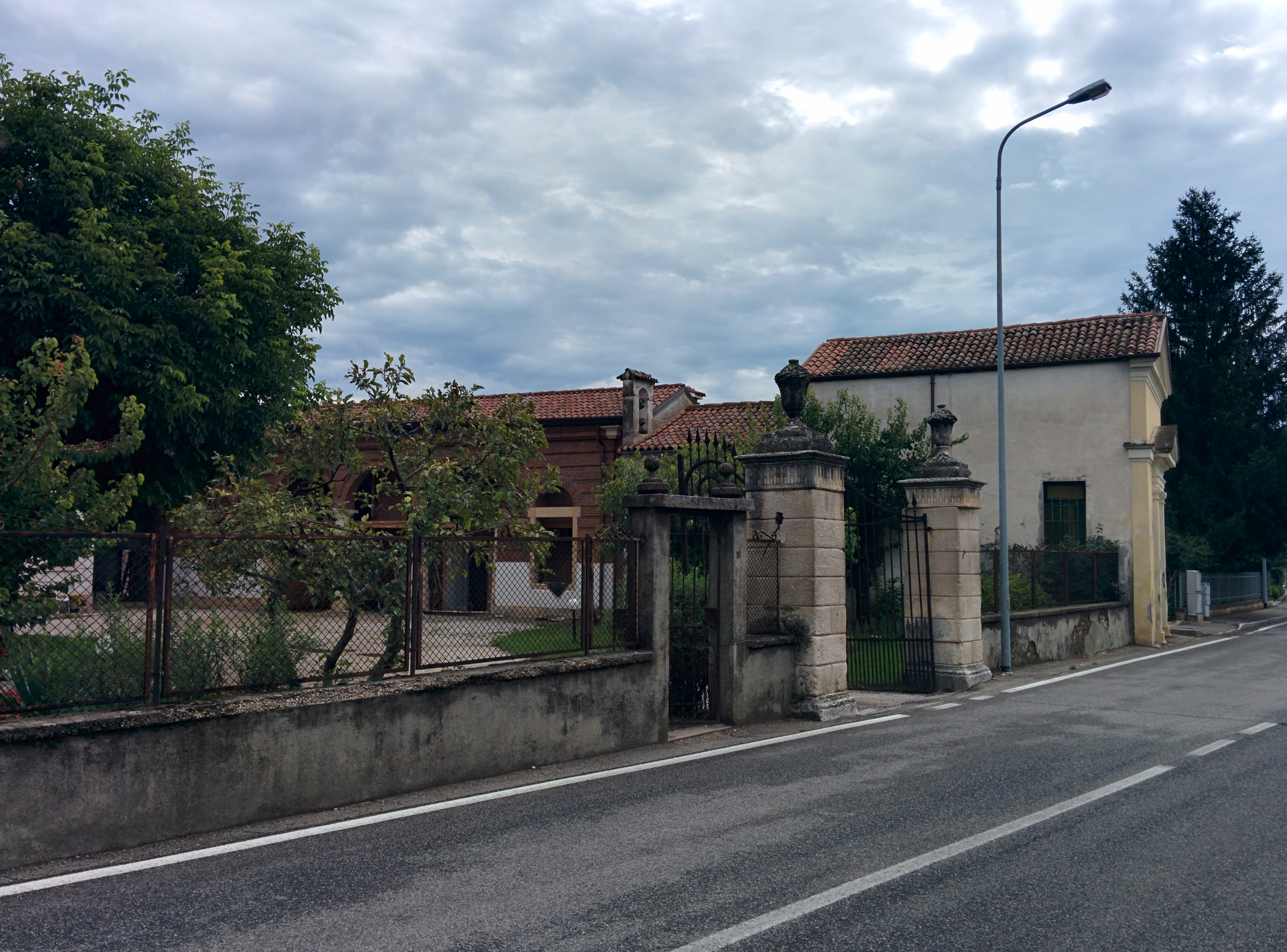
La chiesetta e i collegamenti con le strutture rustiche della villa

La facciata è rivolta verso mezzogiorno e l'aspetto esterno è molto semplice. L'ingresso è sovrastato da un frontoncino sorretto da due lesene, la parete è liscia ed è completamente sovrastata un frontone triangolare. Il timpano è decorato con un affresco del 1972, oggi non più visibile.
L'interno è costituito da un'aula rettangolare piuttosto sobria che presenta un altare addossato al fondo, il soffitto è a volta a botte al cui centro è presente un monogramma dell'Ave Maria. Delle due porte nella parete di fondo, la destra è murata e la sinistra dà nella sacrestia. Una semplice intelaiatura in pietra, simile all'ingresso, costituisce l'altare e ospita la statua in gesso della Madonna Ausiliatrice.
Come elementi decorativi sono presenti le 14 stazioni della Via Crucis, in rilievo su formelle di gesso.
La campana del campanile, i banchi originari, la pala dell'altare (raffigurante secondo alcuni la Santissima Trinità, ma molto probabilmente la Sacra Famiglia) e gli angeli che la sorreggevano (andati distrutti) furono portati via dall'associazione religiosa San Raffaele Arcangelo dopo il passaggio di proprietà dal Fogazzaro.